# Фёдорова, Татьяна Николаевна (актриса)
Татьяна Николаевна Фёдорова (род. 20 августа 1946) — советская и российская актриса театра и кино.

## Биография
Татьяна Фёдорова родилась в 1946 году.
Дебютировала в кинематографе в 1970 году в комедии «Семь невест ефрейтора Збруева» режиссёра Виталия Мельникова, где сыграла роль одной из невест.
Окончила школу-студию МХАТа в 1971 году. После этого играла в Театре Советской армии (сейчас Центральный академический театр Российской армии). Играла во всех знаковых спектаклях тех лет — в «Барабанщице», в «Давным-давно», в «Лесе».
В 1990-х годах ушла из театра, работала медсестрой в больнице Московской патриархии. Живёт в Санкт-Петербурге. Её связывали долгие и непростые отношения с режиссёром Владимиром Мотылём, у которого она снялась в фильме Звезда пленительного счастья. Снялась в экранизации  водевиля Владимира Дыховичного Свадебное путешествие, получившего название Жили три холостяка.

## Фильмография
1. 1970 — Семь невест ефрейтора Збруева — Валентина Оленёва, девушка из Красноярского края, шестая невеста
2. 1972 — Даша — эпизод, (нет в титрах)
3. 1972 — Полуношники — Клавдия
4. 1972 — Мой дядя — Лида
5. 1973 — Жили три холостяка — Зоя, внучка профессора
6. 1973 — Ступени — эпизод, (нет в титрах)
7. 1974 — Пламя — Алёна
8. 1975 — Звезда пленительного счастья — Наталия Рылеева, жена декабриста
9. 1976 — Тимур и его команда — Павлова, жена погибшего красноармейца
10. 1978 — Проводы (фильм) — Елена Цыренжапова, журналистка
11. 1978 — Расмус-бродяга — Мартина
12. 1982 — Мы жили по соседству — Зинаида Андреевна, учительница
13. 1987 — Мужские портреты — эпизод